# IP-telefoon

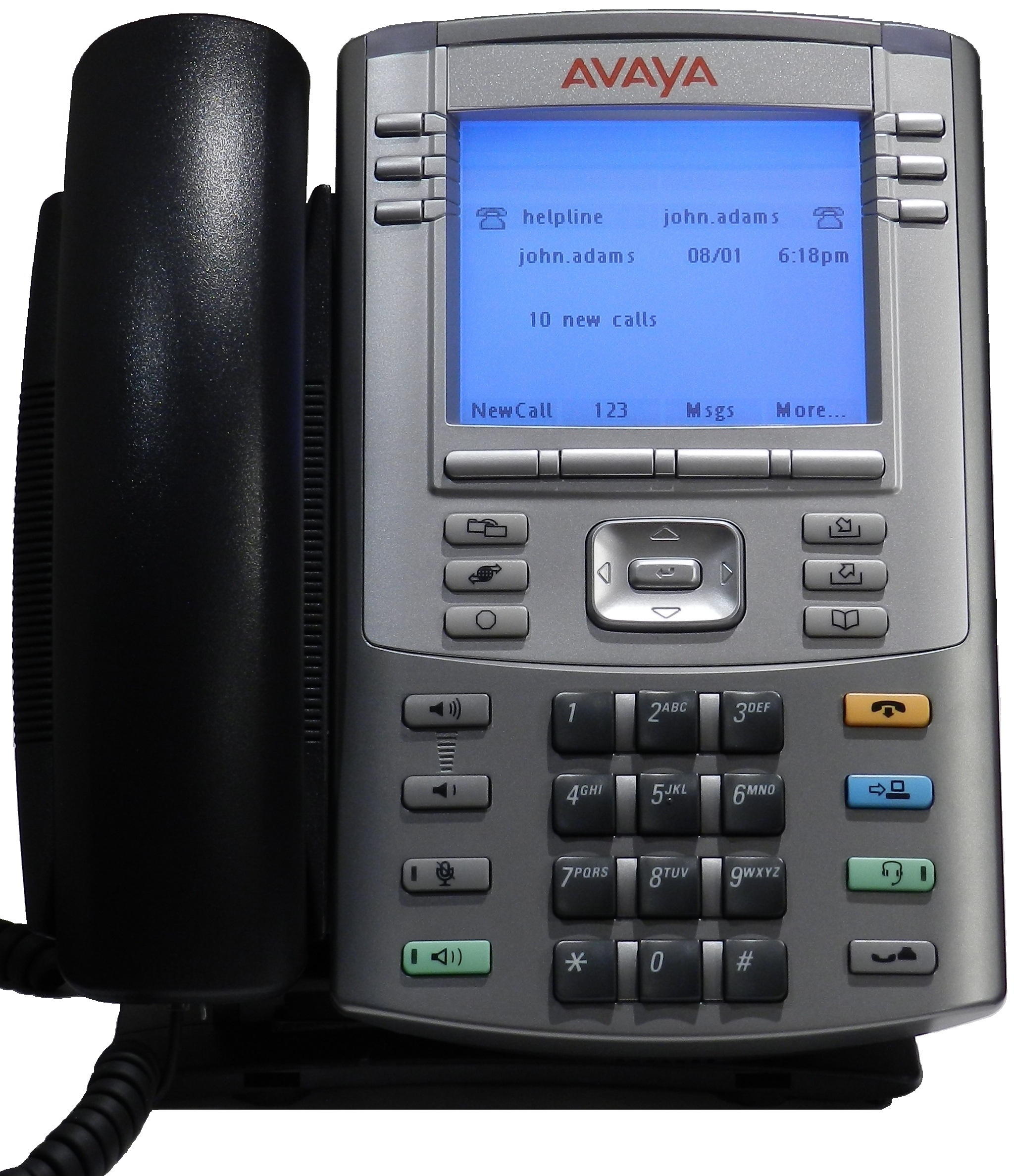
1140E IP Phone

Een IP-telefoon is een telefoontoestel dat een rechtstreekse verbinding kan maken met een IP-telefooncentrale gebruik makend van het SIP-protocol.
Het wordt meestal gekoppeld aan een LAN tezamen met een PC.
Dit in tegenstelling met een ATA, dat een klassiek PSTN telefoontoestel aansluit op een digitaal netwerk.
Een IP-telefoontoestel heeft over het algemeen een veel betere geluidskwaliteit,
en laat ook verscheidene geïntegreerde diensten toe.